# SINE
For andre betydninger se Sine.
SINE er forkortelsen for SIkkerhedsNEttet. Et radionet som alle danske beredskaber ifølge loven skal bruge, når både net, kontrolrum og radioer er færdigudviklede og implementerede.
Systemet baserer sig på TETRA-systemet, og har udover muligheden for radio-kommunikation desuden mulighed for overførsel af forskellige slags data, f.eks. GPS-koordinater fra alarmcentralen til et givent køretøj (f.eks. ambulance), hvilket især er fordelagtigt hvor lokalkendskabet er mindre end optimalt. Derudover rummer systemet navnlig for ambulancer, idet at der bl.a. kan overføres oplysninger om patientens tilstand og om nødvendigt kan redderen i ambulance snakke med en læge.
Brugere af systemet omfatter alle dele af beredskabet, dvs. Politi, brandvæsen, ambulancetjeneste, Beredskabskorpset, Hjemmeværnet og i et vist omfang autohjælpsfirmaer.